# Cipro ai XXII Giochi olimpici invernali
Cipro ha partecipato ai XXII Giochi olimpici invernali, che si sono svolti dal 7 al 23 febbraio a Soči in Russia, con una delegazione composta da due atleti.

## Sci alpino

### Uomini
| Gara                     | Atleta                   | Manche 1 | Manche 1  | Manche 2 | Manche 2  | Totale  | Totale    |
| Gara                     | Atleta                   | Tempo    | Posizione | Tempo    | Posizione | Tempo   | Posizione |
| ------------------------ | ------------------------ | -------- | --------- | -------- | --------- | ------- | --------- |
| Slalom gigante maschile  | Constantinos Papamichael | 1'35"74  | 69        | 1'37"77  | 66        | 3'13"11 | 64        |
| Slalom speciale maschile | Constantinos Papamichael | DNF      | DNF       | DNF      | DNF       | DNF     | DNF       |

### Donne
| Gara                      | Atleta           | Manche 1 | Manche 1  | Manche 2 | Manche 2  | Totale | Totale    |
| Gara                      | Atleta           | Tempo    | Posizione | Tempo    | Posizione | Tempo  | Posizione |
| ------------------------- | ---------------- | -------- | --------- | -------- | --------- | ------ | --------- |
| Slalom speciale femminile | Alexandra Taylor | DNS      | DNS       | DNS      | DNS       | DNS    | DNS       |